# Scholastes lonchifer
Scholastes lonchifer är en tvåvingeart som beskrevs av Friedrich Georg Hendel 1914. Scholastes lonchifer ingår i släktet Scholastes och familjen bredmunsflugor. Inga underarter finns listade i Catalogue of Life.